# Thripadectes rufobrunneus
Thripadectes rufobrunneus là một loài chim trong họ Furnariidae.